# Gardens of the Night
Gardens of the Night è un film del 2008 diretto da Damian Harris e presentato in concorso alla selezione ufficiale del Festival di Berlino.

## Trama
All'età di 8 anni, Leslie Whitehead viene rapita da Alex e Frank. Le fanno credere che i suoi genitori l'abbiano abbandonata. Poi costringono lei e un altro ragazzo, Donnie, a prostituirsi. Mentre i quattro sono in visita in un negozio, un uomo riconosce Leslie, la cui scomparsa è nota a tutti, e chiama la polizia, che rilascia i due bambini. Nove anni dopo, Leslie e Donnie vivono insieme per le strade di San Diego, sopravvivendo grazie al furto e alla prostituzione.

## Accoglienza
Il film detiene un punteggio di approvazione del 57% su Rotten Tomatoes, basato su 14 recensioni con una valutazione media di 5,82/10.